# Gospodarka tradycyjna
Gospodarka tradycyjna – jeden z systemów gospodarczych.
Jest najstarszym sposobem organizacji życia gospodarczego. Członkowie społeczeństwa żyli zgodnie z obyczajami swoich przodków, powtarzając decyzje ekonomiczne podjęte przez poprzednie pokolenia. Obecnie taki system gospodarczy nie występuje już w żadnym państwie, jedynie jego elementy można obserwować w systemach gospodarczych słabo rozwiniętych krajów azjatyckich czy afrykańskich.